# 伊谷純一郎
伊谷 純一郎 （いたに じゅんいちろう、1926年5月9日 - 2001年8月19日）は、日本の生態学者、人類学者、霊長類学者。京都大学名誉教授。

## 経歴
出生から修学期
1926年、鳥取県鳥取市西町で 画家伊谷賢蔵の長男として生まれた。京都大学理学部動物学科に入学し、今西錦司に師事。1951年 3月、京都大学理学部動物学科を卒業。同1951年4月より日本モンキーセンター専任研究員となった。
研究者として
当初は大分県高崎山のニホンザルの生態研究を行い、著作『高崎山のサル』（1954年）で毎日出版文化賞を受賞。1950年代末からアフリカにおいてチンパンジーやゴリラの生態を追い続け、これら霊長類の世界に社会構造が存在することを世界に先駆けて解明した。その研究過程にて、世界で初めて野生サルの餌づけに成功したことでも知られる。1962年2月、学位論文『野生ニホンザルのコミュニケーションに関する研究」を京都大学に提出して理学博士号を取得。
1962年10月、京都大学理学部助教授となり、自然人類学講座を担当した。1981年7月、理学部教授へ昇格し、人類進化論講座を担当した。1986年4月、京都大学アフリカ地域研究資料センター所長に就任。初代所長を1990年3月まで務めた。1990年3月に京都大学を退官し、4月より名誉教授となった。その後は神戸学院大学人文学部教授として教鞭をとった（1998年まで）。
2001年8月19日、肺炎のため京都市内の病院で死去

## 受賞・栄典
- 1955年 - 毎日出版文化賞受賞[1]
- 1968年 - 昭和43年度 朝日賞（『高崎山のサル』による）[1]
- 1984年 - 英国王立協会よりトーマス・ハックスリー記念賞を受賞[2]。トーマス・ハックスリー記念賞は「人類学のノーベル賞」と称され、日本人として初めて受賞した。
- 1991年 - 第6回 大同生命地域研究賞[1]
- 1992年 - 紫綬褒章[1]
- 1997年 - 勲三等瑞宝章[1][5]

## 研究内容・業績
当初は大分県高崎山のニホンザルの生態研究を行い、1950年代からはアフリカで霊長類の生態調査を行った。今西錦司の跡を継ぎ、日本の霊長類研究を世界最高水準のものとした。
調査対象を霊長類からヒトにまで拡大し、焼畑農耕民族や狩猟民、遊牧民などの生態についても研究した。京都大学にアフリカ地域研究センターを設立し、人類学や生態学といった領域にとらわれない学問研究の流れ（生態人類学）を作った功績も大きい。調査に関する展示が、京都大学総合博物館にある。
主な研究テーマ
- ニホンザルの音声コミュニケーション
- チンパンジーの社会構造論
- 霊長類全体の社会系統学
- アフリカ焼畑農耕民の生態人類学的研究
- アフリカ牧畜民の生態人類学的研究

## 家族・親族
- 父：伊谷賢蔵は洋画家、書家。行動美術協会で活動した。
- 息子：伊谷原一は霊長類学者。京都大学教授。
- 息子：伊谷樹一は農学者。京都大学教授。

## 著作
著書
- 『高崎山のサル』(日本動物記 2) 光文社 1954
  - 再版 思索社 1971年
  - 新版 1976年
  - 文庫化 講談社文庫  1973年
  - 文庫化 講談社学術文庫 2010年
- 『ゴリラとピグミーの森』岩波新書 1961
  - 復刊1989年ほか
- 『アフリカ動物記』河出書房新社 1964
- 『チンパンジーの原野：野生の論理を求めて』平凡社 1977
  - 平凡社ライブラリー 1993年
- 『大旱魃：トゥルカナ日記』新潮社(新潮選書) 1982
- 『アフリカ紀行：ミオンボ（英語版）林の彼方』講談社学術文庫 1984
- 『霊長類社会の進化』 平凡社(自然叢書) 1987
- 『自然の慈悲』平凡社 1990[注釈 1]
- 『自然がほほ笑むとき』平凡社 1993[注釈 1]
- 『サル・ヒト・アフリカ：私の履歴書』日本経済新聞出版社 1991[注釈 2]
- 『森林彷徨』(熱帯林の世界 1) 東京大学出版会 1996
- 『原野と森の思考：フィールド人類学への誘い』岩波書店 2006[注釈 1]

共編著
- 『人類発祥の地を求めて 最後のアフリカ行』伊谷原一編、岩波書店〈岩波現代全書〉2014

著作集
- 『伊谷純一郎著作集』(全6巻) 平凡社 2008-2009

1. 第1巻『日本霊長類学の誕生』2007[7]
2. 第2巻『類人猿を追って』2008
3. 第3巻『霊長類の社会構造と進化』2008
4. 第4巻『生態人類学の鼓動』2008
5. 第5巻『遊牧社会の自然誌』2009
6. 第6巻『人類学と自然の旅』2009

論文
- 国立情報学研究所収録論文 国立情報学研究所

## 伊谷純一郎に関する資料
- 「伊谷純一郎とその霊長類学」杉山幸丸『生物科学』66-1, 日本生物科学者協会, 2014年, 52-59頁.
- 「伊谷純一郎年譜」「伊谷純一郎著作目録」スタッフ紹介(京都大学アフリカ地域研究資料センター)
- 伊谷純一郎アーカイヴス